# Rune Lange
Rune Lange (ur. 24 czerwca 1977 w Tromsø) – norweski piłkarz występujący na pozycji napastnika.

## Kariera klubowa
Rune Lange zawodową karierę rozpoczął w 1993 w klubie IF Fløya. Następnie trafił do grającego w drugiej lidze norweskiej Tromsdalen. W sezonie 1995 strzelił 4 gole w 21 meczach i razem z drużyną spadł do trzeciej ligi, natomiast w kolejnych rozgrywkach zdobył 11 bramek w 21 spotkaniach. Najlepszą skuteczność prezentował jednak w pierwszej części sezonu 1997 – strzelił 15 goli w 12 pojedynkach i w trakcie rozgrywek został kupiony przez działaczy Tromsø. W barwach nowego klubu Lange zadebiutował w Tippeligaen. W sezonie 1998 norweski napastnik zdobył 20 bramek i po Sigurdzie Rushfeldtcie był drugim najlepszych strzelcem ligi. W sezonie 1999 Lange zanotował 23 trafienia i został królem strzelców Tippeligaen.
W 2000 Lange przeniósł się do Turcji, gdzie podpisał kontrakt z Trabzonsporem. Po rozegraniu dwunastu ligowych spotkań, w kwietniu 2001 roku Norweg przeniósł się do belgijskiego Club Brugge. W Eerste Klasse zadebiutował 14 kwietnia w wygranym 2:0 pojedynku przeciwko Beveren. W sezonie 2001/2002 strzelił 19 goli w 33 ligowych meczach, a więcej bramek od niego zdobyli tylko Wesley Sonck, Paul Kpaka oraz Moumouni Dagano. Club Brugge wywalczyło Puchar Belgii, w sezonie 2002/2003 zdobyło mistrzostwo kraju, w 2004 roku ponownie zwyciężyło w Pucharze Belgii, a w sezonie 2004/2005 znów wygrało rozgrywki Jupiler League. W barwach Club Brugge Lange wystąpił łącznie w 108 ligowych pojedynkach i 54 razy wpisał się na listę strzelców.
W 2006 Belg został graczem Vålerenga Fotball. Doznał jednak poważniej kontuzji i przez ponad rok był wykluczony z gry. 7 sierpnia 2008 Lange został wypożyczony do Tromsø, jednak w jego barwach zanotował tylko trzy występy, w tym jeden w podstawowej jedenastce. Piłkarz odrzucił zawartą w umowie opcję pozostania w Tromsø. Powrócił do Vålerengi, po czym 17 stycznia 2009 rozwiązał z nią swój kontrakt. Dwa tygodnie później Lange przeszedł do grającego w League One Hartlepool United. 13 marca doznał kontuzji, która wyeliminowała go z gry na sześć tygodni.
Latem 2009 Lange został graczem fińskiego klubu Kvik Halden, gdzie grał do końca sezonu. Po nim został wolnym zawodnikiem.

## Kariera reprezentacyjna
Lange ma za sobą występy w młodzieżowych reprezentacjach Norwegii do lat 20 i 21. W seniorskiej kadrze zadebiutował 27 maja 2004 w zremisowanym 0:0 towarzyskim spotkaniu z Walią, kiedy to w przerwie meczu zmienił Bengta Sæternesa. Był to jedyny występ Lange w reprezentacji Norwegii.